# 氣仙沼市
氣仙沼市（日语：／ Kesennuma shi */?）是位於日本宮城縣東北端的市。轄區東邊為面向太平洋的谷灣海岸，並且多位於三陸復興國立公園的範圍內；市區周圍則被北上山地的山岳包圍。氣仙沼市每年的海產捕撈量皆相當高，並以魚翅而聞名；當地的鯊魚及鰹魚的捕撈量也位居日本第一。氣仙沼市在2003年宣布成為「慢城」，為日本最早倡議慢食運動的市。而當地也是NHK於2021年播放的第104部晨間劇《歡迎回來百音》的故事舞台之一。
2011年3月11日的日本東北地方太平洋近海地震在氣仙沼市引發震度5強至6弱的地震。隨後地震引發的海嘯侵襲貯放在氣仙沼灣內的重油油槽，使大量的重油自油槽內部洩漏至海上。下午5點半左右，漂浮在海上的重油與漂流物開始起火，並隨著海浪將火勢帶往市區。晚間8點左右，氣仙沼市的部分市區已陷入火海當中，而大火歷經10多天才被消防人員完全撲滅。

## 地理

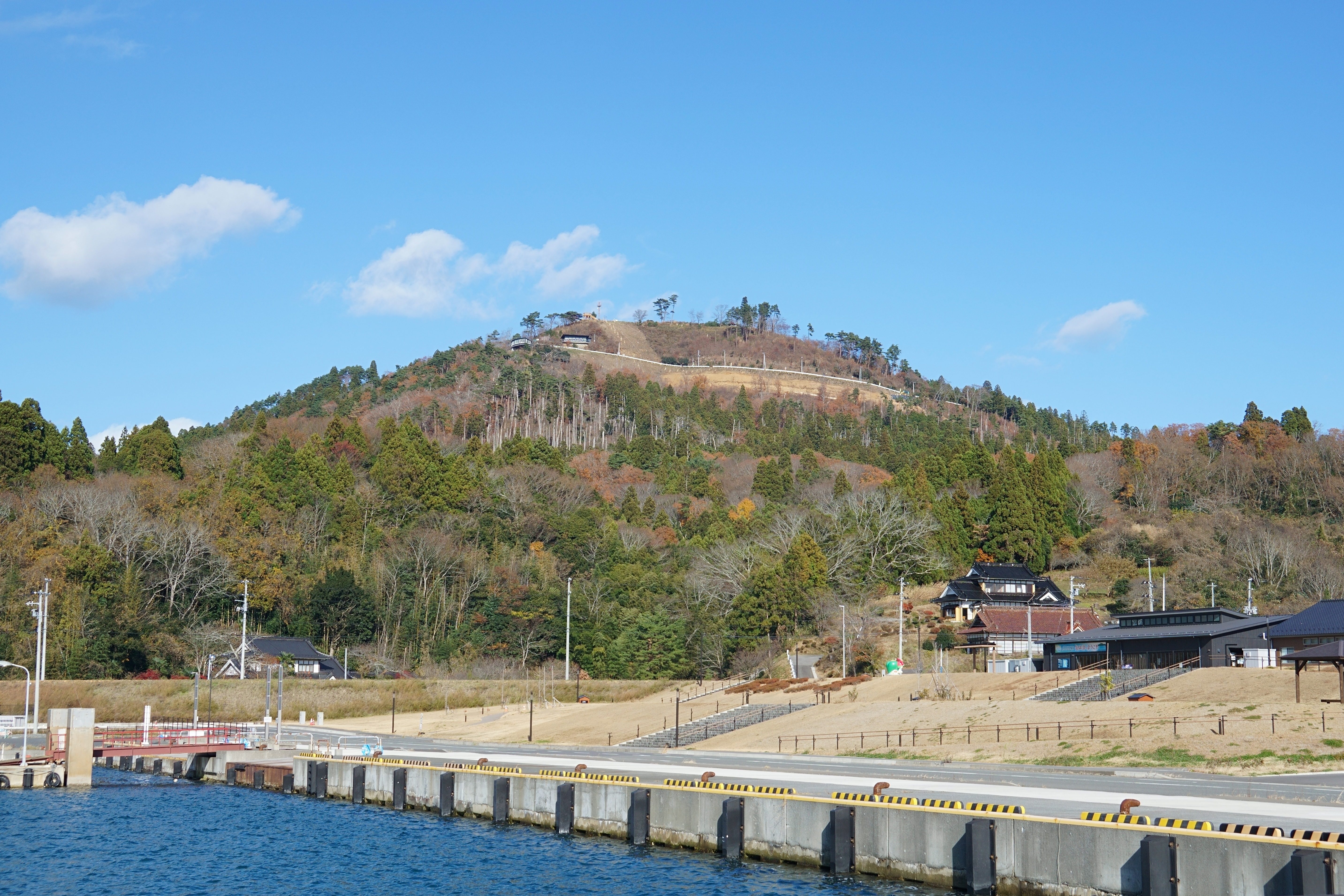
坐落在大島上的龜山

氣仙沼市內約60.3%的面積被山林與原野覆蓋，9.8%的土地為農業用地。轄區東邊為面向太平洋的谷灣海岸，並且多位於三陸復興國立公園的範圍內；市域周圍則被北上山地海拔200至500公尺的山稜線包圍。而北部至中部地區多位於氣仙沼縣立自然公園的範圍內。市內最高峰為坐落於西南部，海拔756公尺的大森山；面向太平洋的東部山地則形成唐桑半島。發源自北上山地的大川與津谷川等河流經市內，並在東邊注入太平洋。位於氣仙沼灣上的大島則為日本東北地方面積最大的有人島，其最高峰為海拔235公尺的龜山。

### 氣候
根據2013年至2022年的統計，氣仙沼市的年均溫約為10.7℃至11.8℃，年降雨量則落在1133毫米至1497毫米之間。而2023年當地的年均溫為13℃，年降雨量則為1249毫米。

## 歷史
氣仙沼市自古時便有人類居住，市內曾發掘出諸多繩紋時代的遺跡與貝塚。關於市名「氣仙沼」的來源有許多說法，其中一種說法認為該地名源自阿伊努語的「Kesemoi」或是「Kesemui」，意指「海灣的最內部」等。位於南部的田束山山頂則發掘出平安時代後期的經塚群，並在第5號經塚的石室中出土青銅製的經筒及法華經的經卷；而石室內的經筒推測約於西元800年前製成，為宮城縣內最古老的經筒。
明治22年（1889年），日本實施町村制，並在境內設置氣仙沼町與唐桑村等共9個村。昭和16年（1941年）11月3日，御岳村改制並更名為津谷町。昭和26年（1951年）4月1日，鹿折村改制成鹿折町。昭和28年（1953年）6月1日，氣仙沼町與鹿折町合併成氣仙沼市。

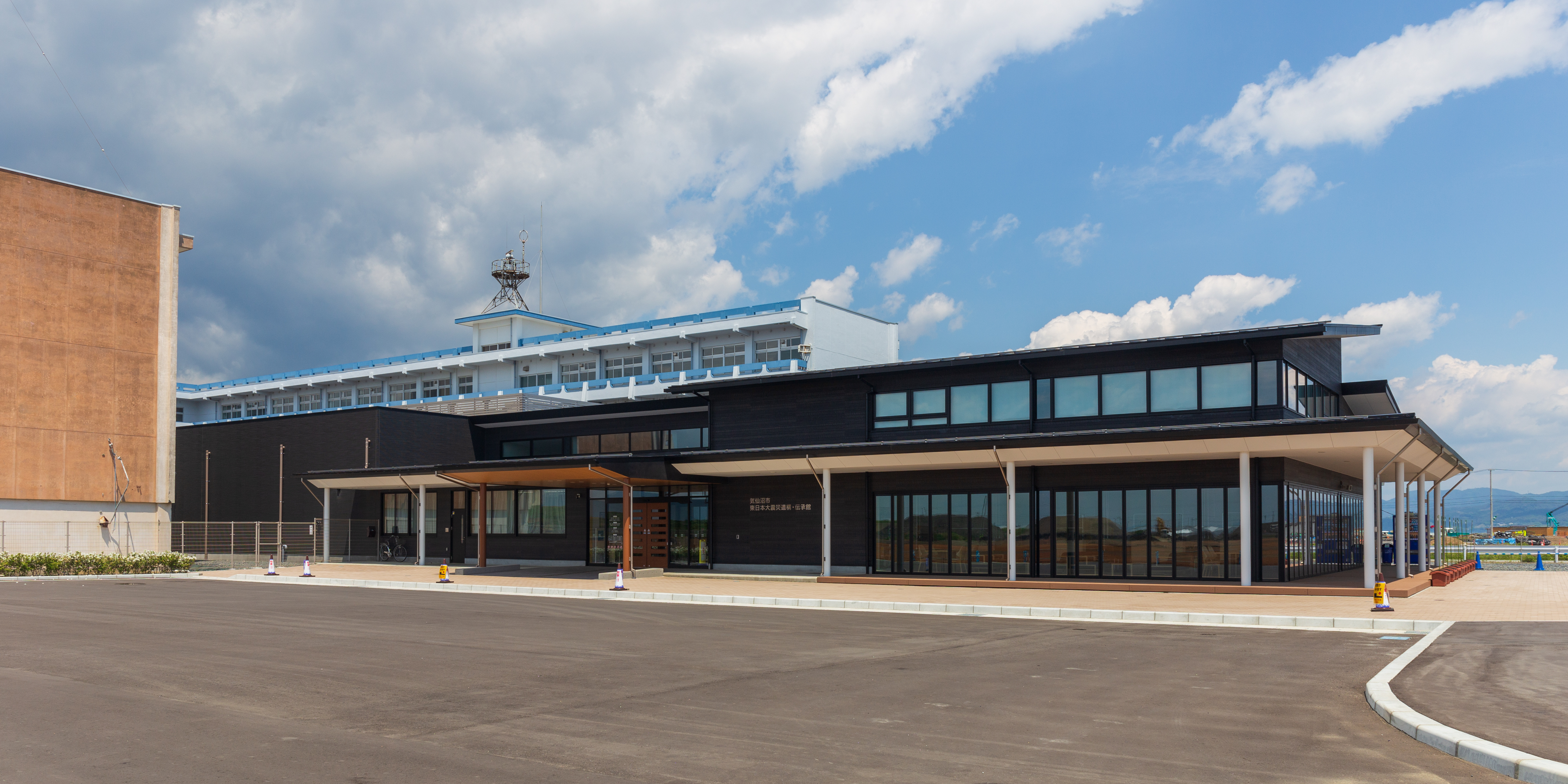
氣仙沼市東日本大震災遺構・傳承館

昭和30年（1955年）2月11日，唐桑村改制成唐桑町；同年3月30日，津谷町、小泉村與大谷村合併成本吉町。4月1日，階上村、新月村和大島村併入氣仙沼市。平成18年（2006年）3月31日，氣仙沼市與唐桑町合併成現今的氣仙沼市，並於平成21年（2009年）9月1日將本吉町編入轄區內。
由於氣仙沼市的東部為谷灣海岸，因此時常遭受地震引發的海嘯所帶來的破壞影響。明治29年（1896年）6月15日的明治三陸地震所引發的海嘯在現時氣仙沼市的轄區共造成1906人死亡、420人受傷與458戶住宅遭海水沖走。昭和8年（1933年）3月3日的昭和三陸地震所引發的海嘯則造成氣仙沼市共96人死亡、26人受傷與338戶住宅流失。

### 東日本大震災

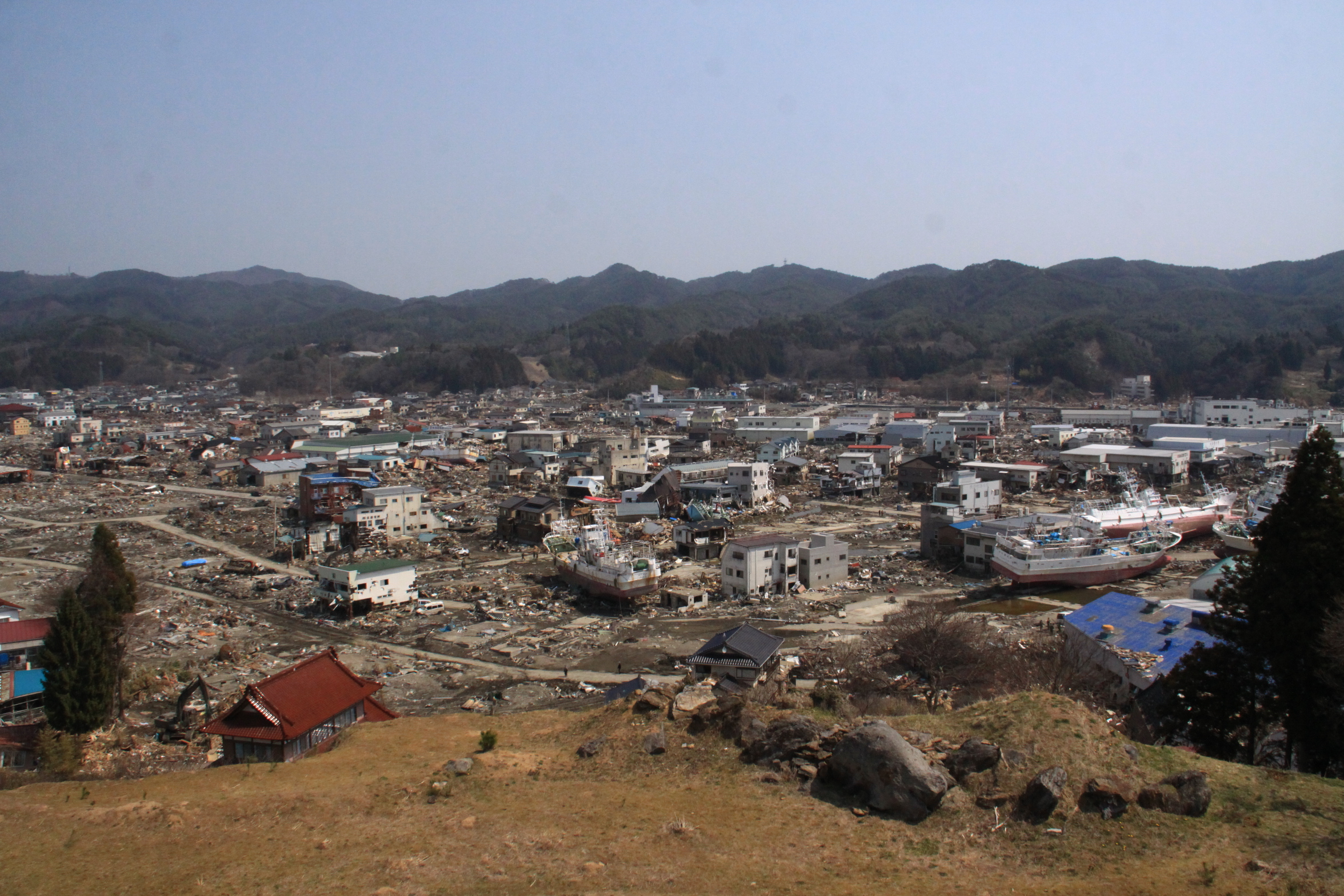
震災過後的氣仙沼市
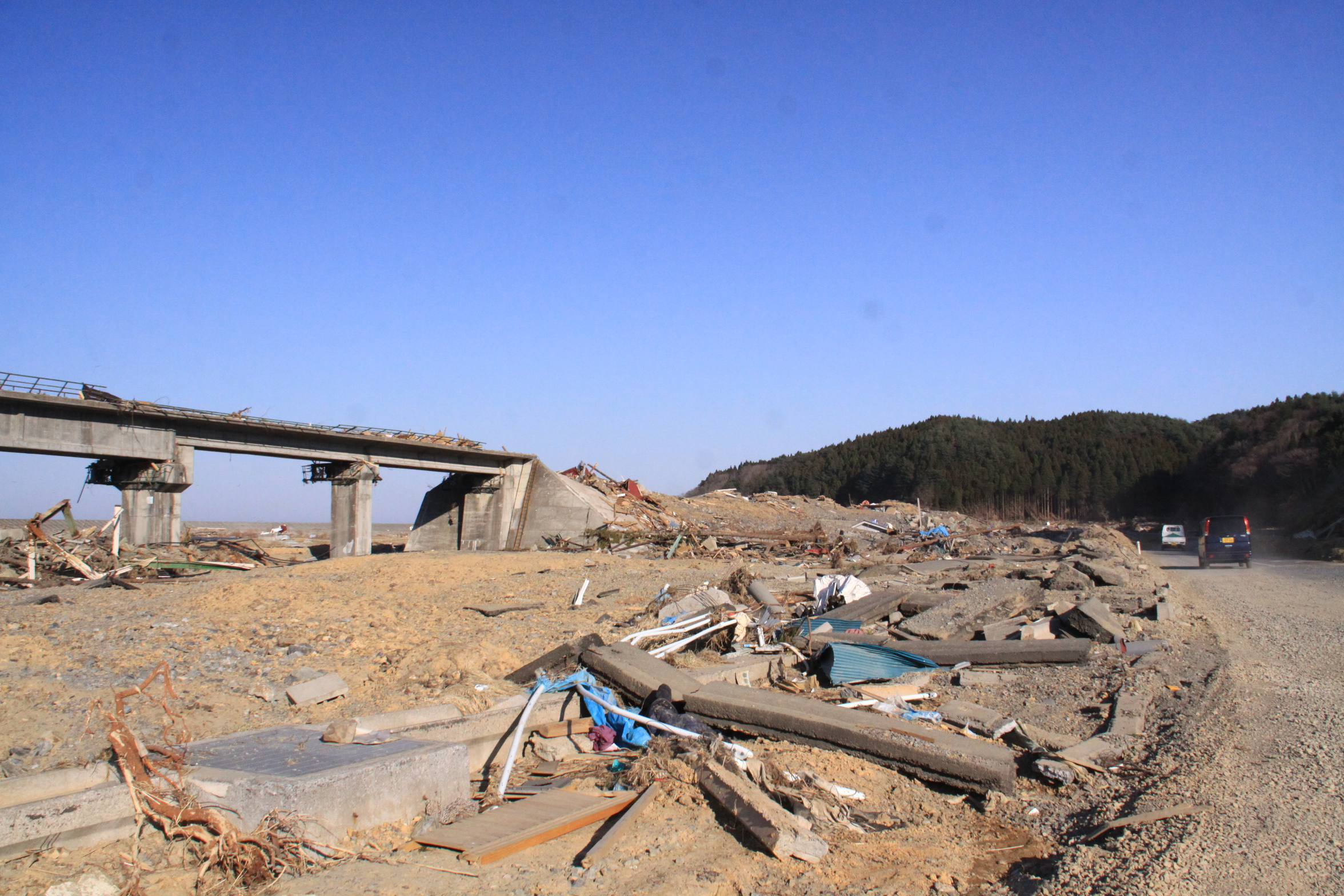
遭海嘯沖毀的陸前小泉站
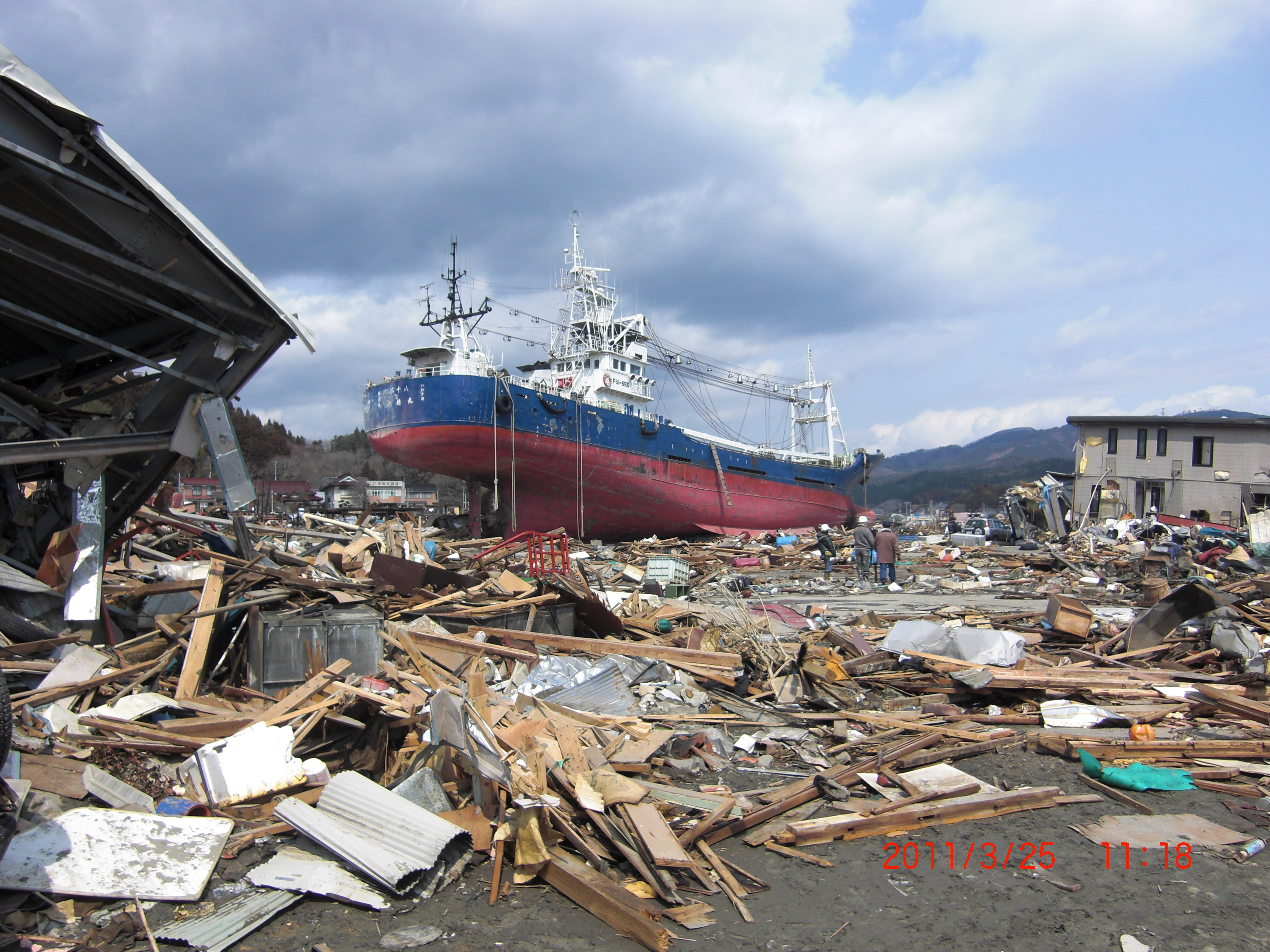
市內遭海嘯沖上岸的漁船
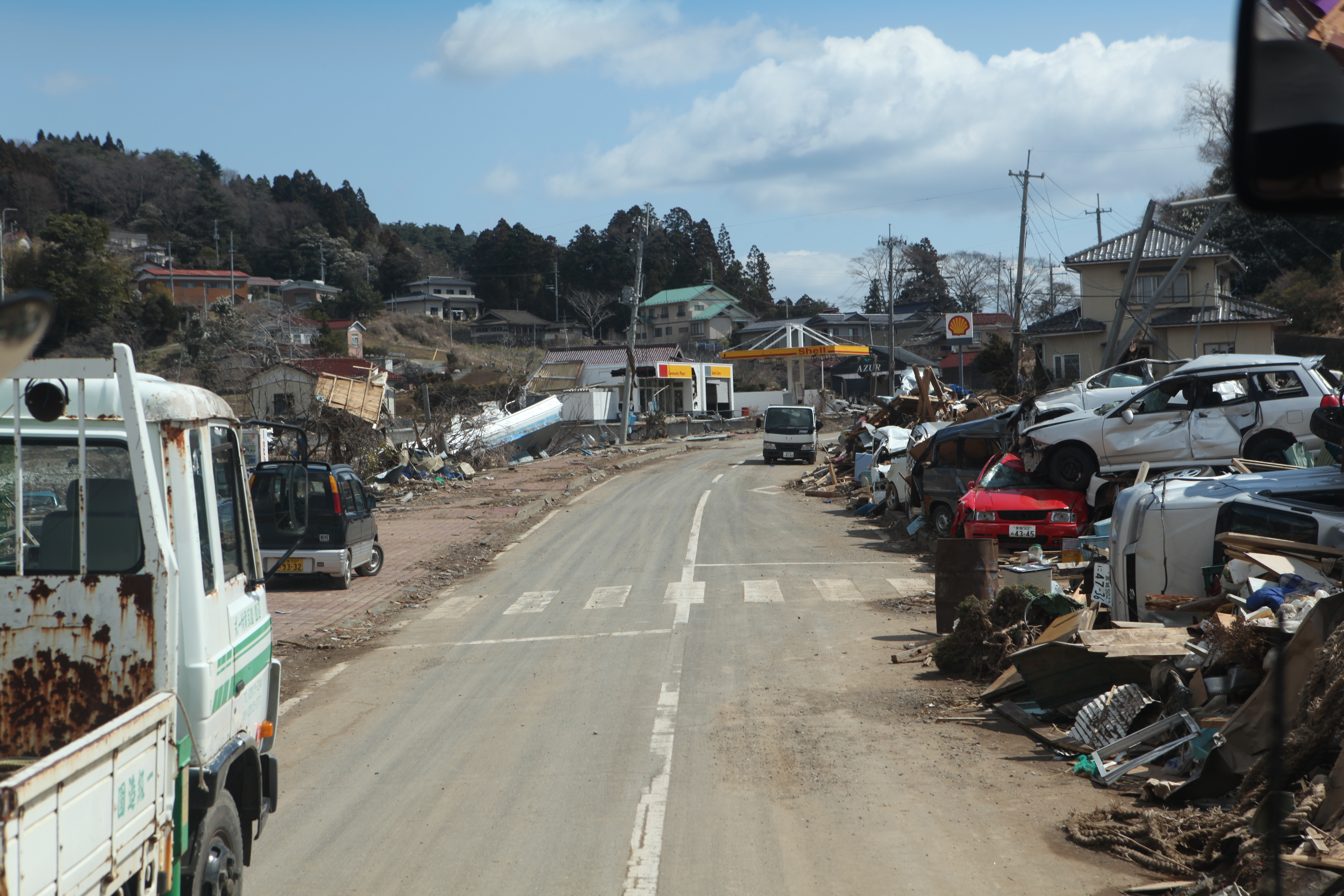
遭海嘯侵襲後的大島浦之濱地區

2011年（平成23年）3月11日的日本東北地方太平洋近海地震在氣仙沼市引發震度5強至6弱的地震。下午3點半左右，第一波海嘯襲擊氣仙沼灣，並摧毀貯放在位於灣內朝日町地區的重油油槽，導致重油向外洩漏。下午5點半左右，漂浮在水面上的重油開始起火，並隨著海浪將燃燒的漂流物沖至市區內部。由於當時氣仙沼市的風向為西風，且海灣上漂浮著大量的重油及易於燃燒的各種雜物，因此火勢在不久後便急遽蔓延。晚上8點左右，大火已自海灣蔓延至氣仙沼市的部分市區，諸多建築物皆被大火吞噬。而海嘯引發的大火歷經10多天才被消防人員完全撲滅。根據統計，此次震災造成當地共1220人死亡、214人失蹤、16,438棟住宅全毀與4104棟住宅嚴重毀損或是半毀。而市內諸多公共設施也在地震與海嘯的襲擊下呈現全毀或是半毀的狀況。

## 行政
現任市長菅原茂於2022年3月在選舉中以自動當選的方式第3次成功連任，其任期將持續至2026年4月。

## 人口
氣仙沼市的總人口數在1980年達到最高峰92,246人，隨後便開始逐年下滑，至2015年的日本國勢調查時為64,988人，並預估2040年將僅剩42,656人。而根據2015年的統計，市內的高齡人口佔比為34.3%，遠高於宮城縣的平均值25.7%。
| 氣仙沼市人口分布圖 |                                                 |  |
| 氣仙沼市與日本全國年齡別人口分布比較圖 （2005年資料） | 氣仙沼市的年齡、男女別人口分布圖 （2005年資料） |  |
| ■紫色是氣仙沼市 ■綠色是全国 | ■藍色是男性 ■紅色是女性                         |  |
| 氣仙沼市人口變化 \| 1970年 \| 87,914人 \| \| \| 1975年 \| 90,304人 \| \| \| 1980年 \| 92,246人 \| \| \| 1985年 \| 91,468人 \| \| \| 1990年 \| 88,152人 \| \| \| 1995年 \| 84,848人 \| \| \| 2000年 \| 82,394人 \| \| \| 2005年 \| 78,011人 \| \| \| 2010年 \| 73,489人 \| \| \| 2015年 \| 64,988人 \| \| \| 2020年 \| 61,147人 \| \| |                                                 |  |
| 資料來源：日本總務省統計中心提供之人口普查數據 |                                                 |  |
| 1970年 | 87,914人                                        |  |
| 1975年 | 90,304人                                        |  |
| 1980年 | 92,246人                                        |  |
| 1985年 | 91,468人                                        |  |
| 1990年 | 88,152人                                        |  |
| 1995年 | 84,848人                                        |  |
| 2000年 | 82,394人                                        |  |
| 2005年 | 78,011人                                        |  |
| 2010年 | 73,489人                                        |  |
| 2015年 | 64,988人                                        |  |
| 2020年 | 61,147人                                        |  |

## 經濟

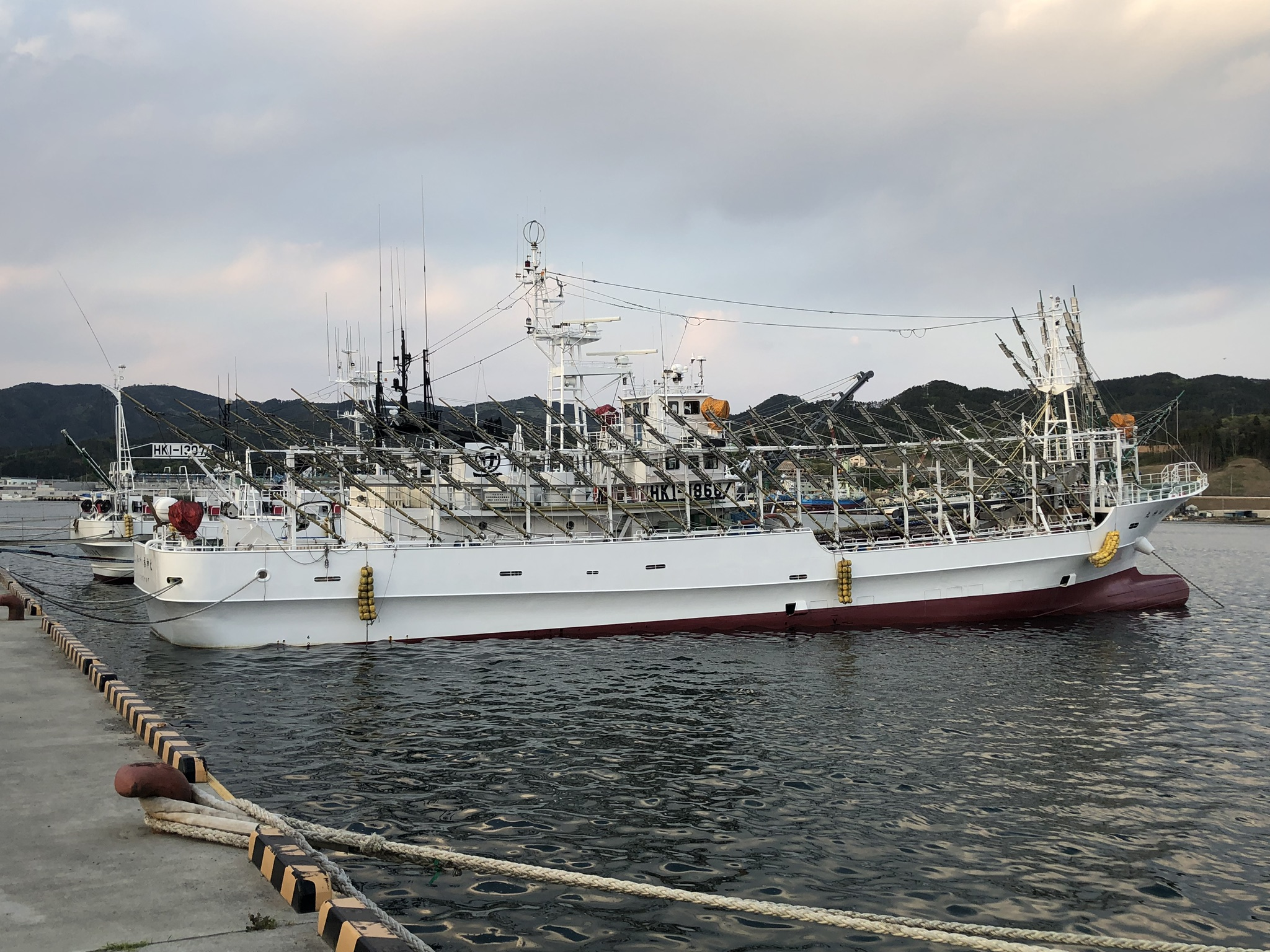
在氣仙沼漁港（日语：気仙沼漁港）停泊的捕魷魚船隻
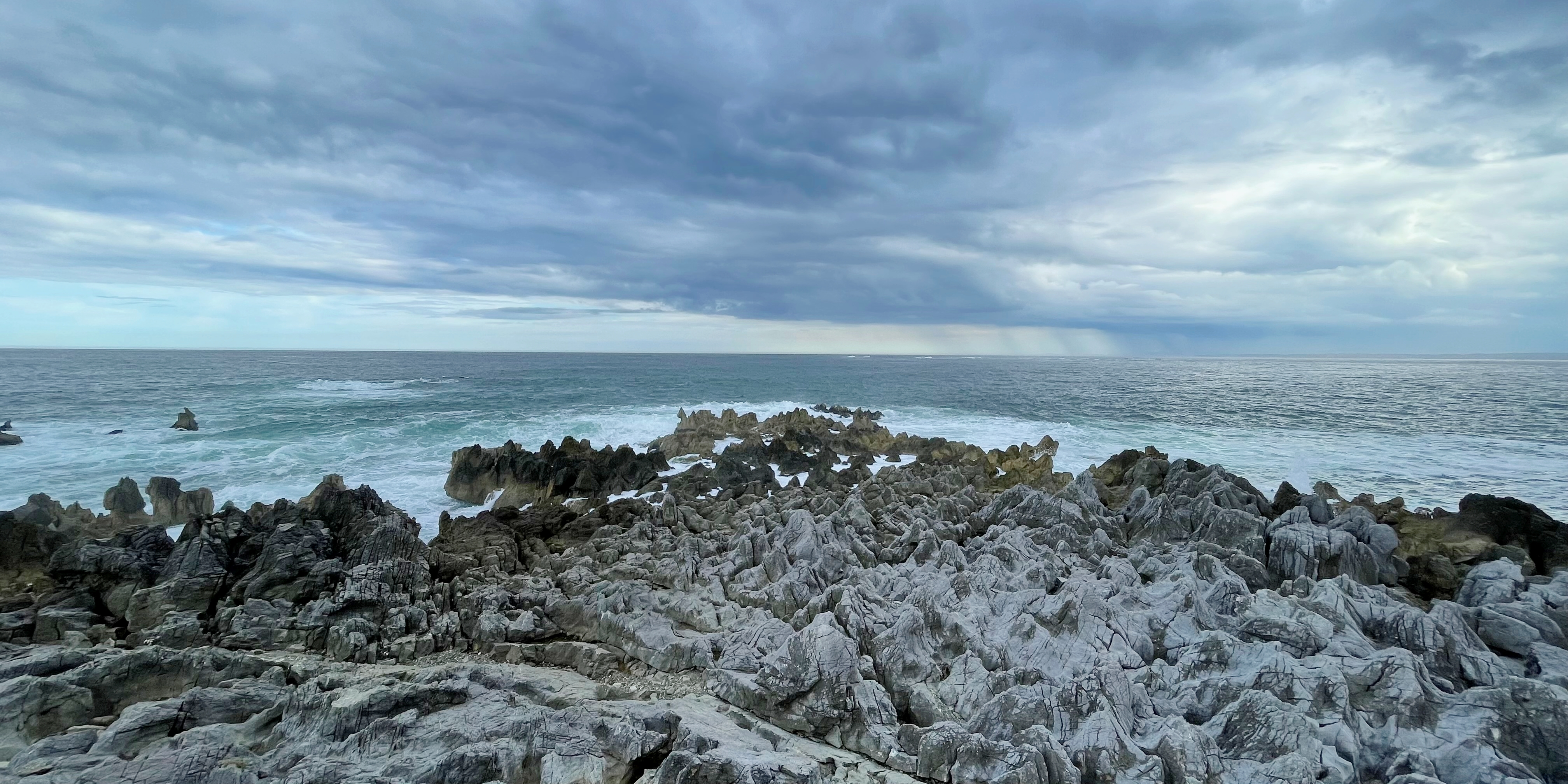
岩井崎（日语：岩井崎）的尖端

根據日本2015年的國勢調查統計，氣仙沼市的就業人口中有7.1%從事第一級產業，26.2%的就業人口從事第二級產業，64.7%則從事第三級產業。氣仙沼市的製造業中佔比最大的產業為食品製造業，其中又以水產加工業為大宗。而截至2019年，當地的製造品出貨總額尚未恢復至東日本大震災前的水準。此外2024年氣仙沼市的故鄉納税總額約為112.7億日圓，位居日本東北地方的市町村級行政區之首。
氣仙沼市的重點產業為漁業，其海產的捕撈量相當高，並以魚翅、沙丁魚、鰹魚、牡蠣等海產而聞名；而當地的鯊魚和鰹魚捕撈量也位居全日本第一。根據統計，1978年當地的海產捕撈總量為15萬9千噸，其捕撈總額則在1982年達到最大值369億日圓。但隨後受到漁船減船及國際間對於魚類捕撈制定的公約等影響，捕撈量開始呈現下滑的趨勢。據統計，2020年當地的海產捕撈總量為7萬1千噸，捕撈總額僅剩173億日圓，不到高峰期的一半。而氣仙沼市的漁業近年來也面臨漁船老化、勞動力人口短缺及高齡化等問題。
由於氣仙沼市擁有豐富的海產資源，加上市內坐落著諸多自然景點，因此吸引許多遊客前來。據統計，當地的遊客數在2011年因受到東日本大震災的影響而驟降至約43.2萬人。2019年，造訪氣仙沼市的遊客人數為249.8萬人，約回復至2010年遊客總人數的98.2%；但2020年受到嚴重特殊傳染性肺炎疫情的影響而下滑至150萬人以下。2021年，氣仙沼市因NHK播出的第104部晨間劇《歡迎回來百音》將其作為故事舞台之一而使遊客數上升。2022年則回升至約為205.7萬人。

## 教育
氣仙沼市內共有12所小學校、9所中學校與4所高等學校。根據2022年5月的統計，市內共有2225名小學生、1275名中學生與1519名高等學校的學生。

## 交通

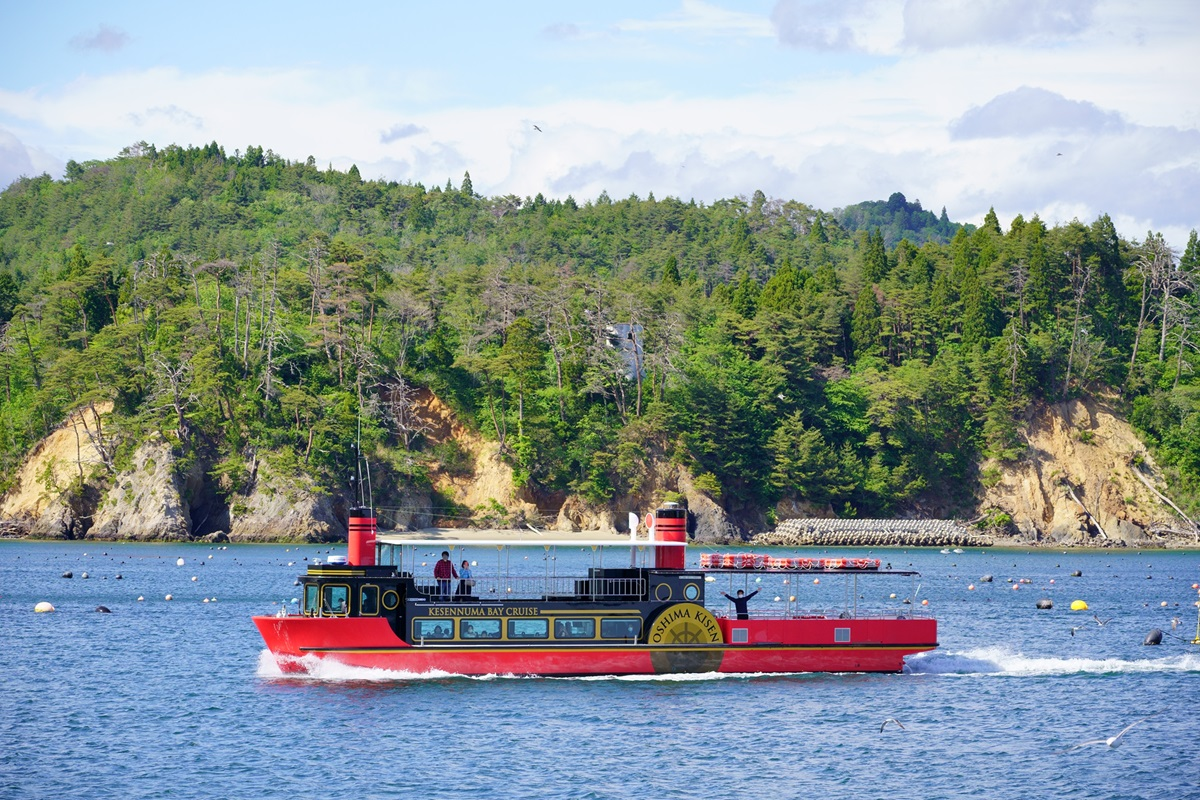
往返氣仙沼市與大島的渡輪
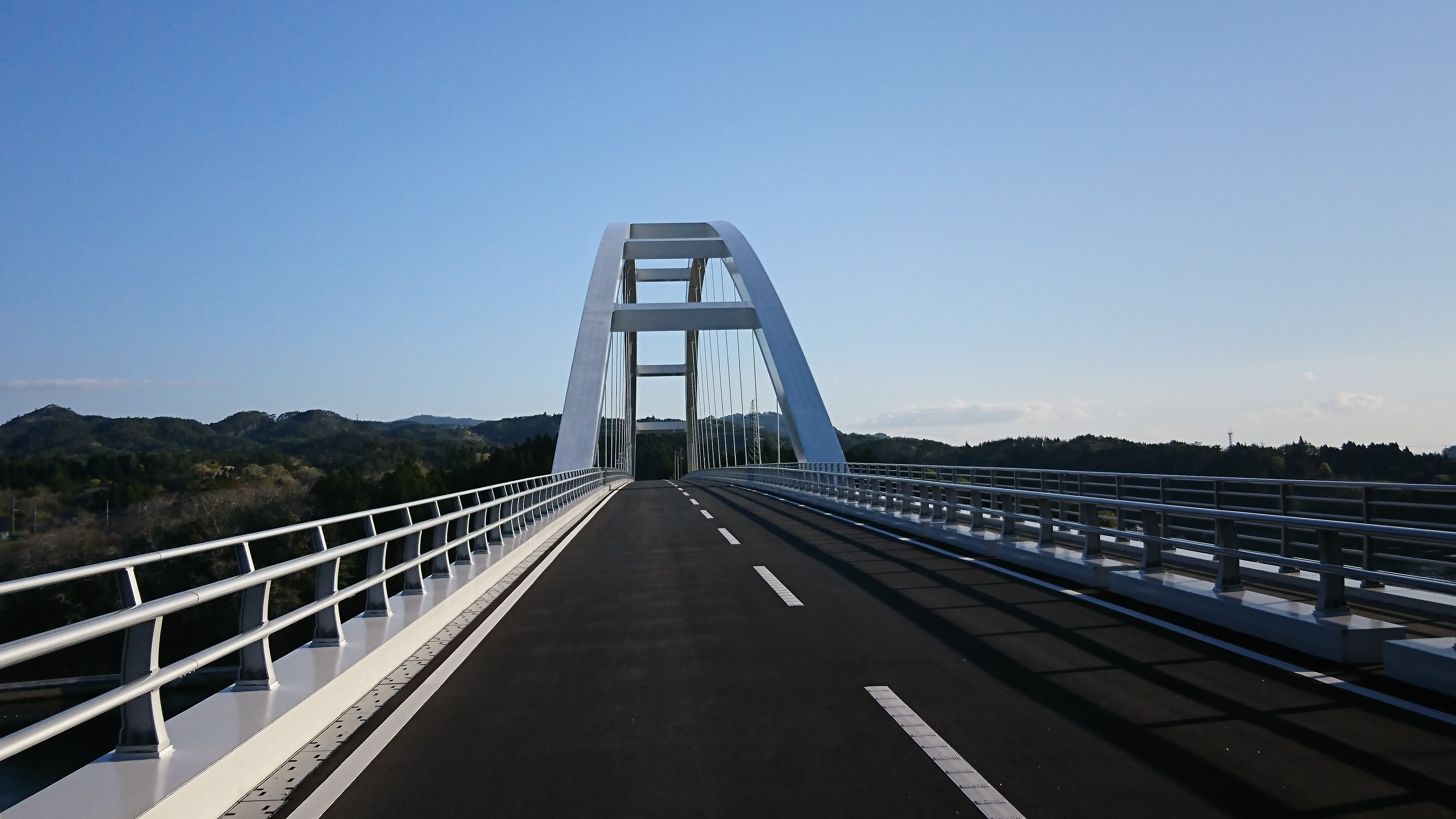
氣仙沼大島大橋
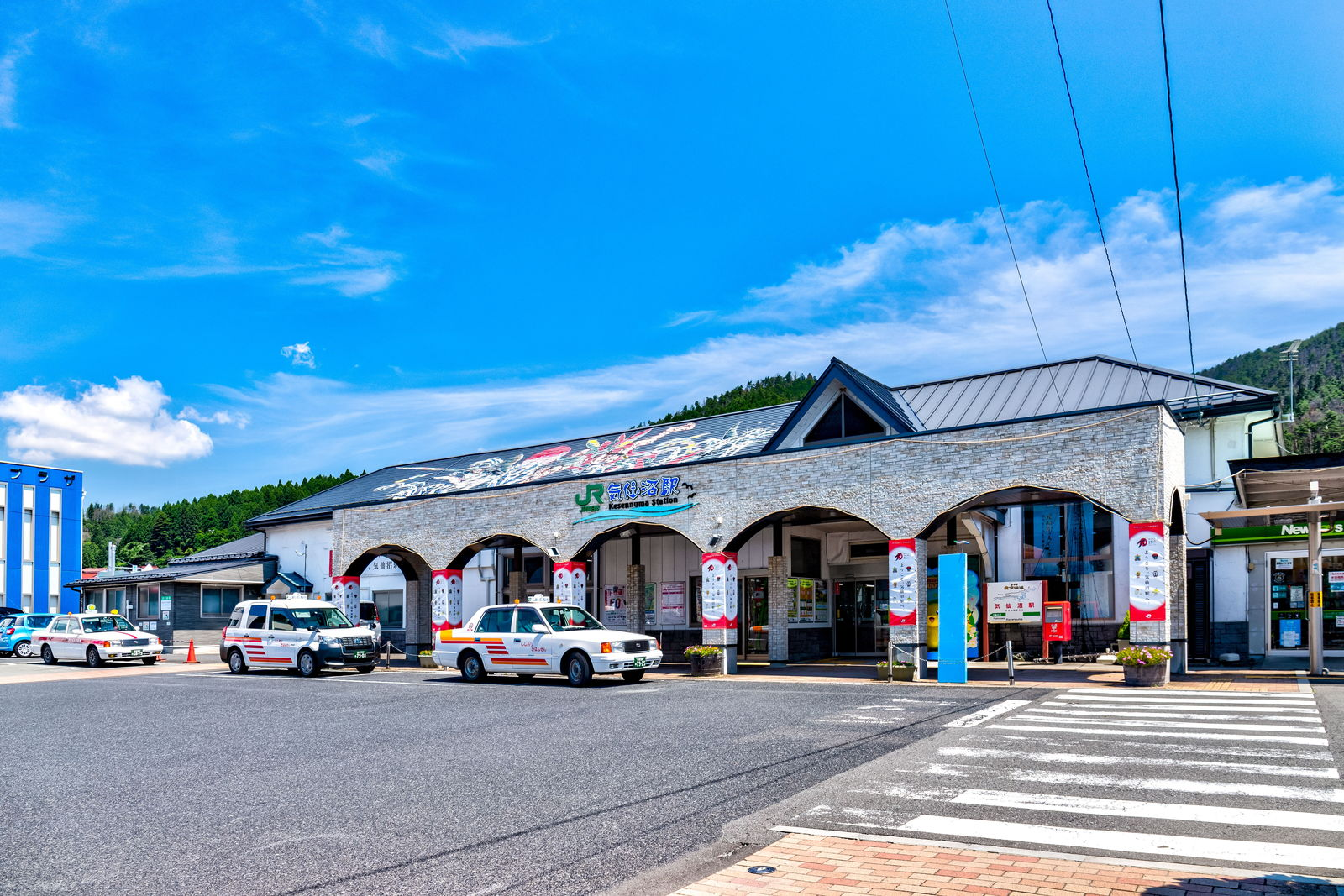
氣仙沼站
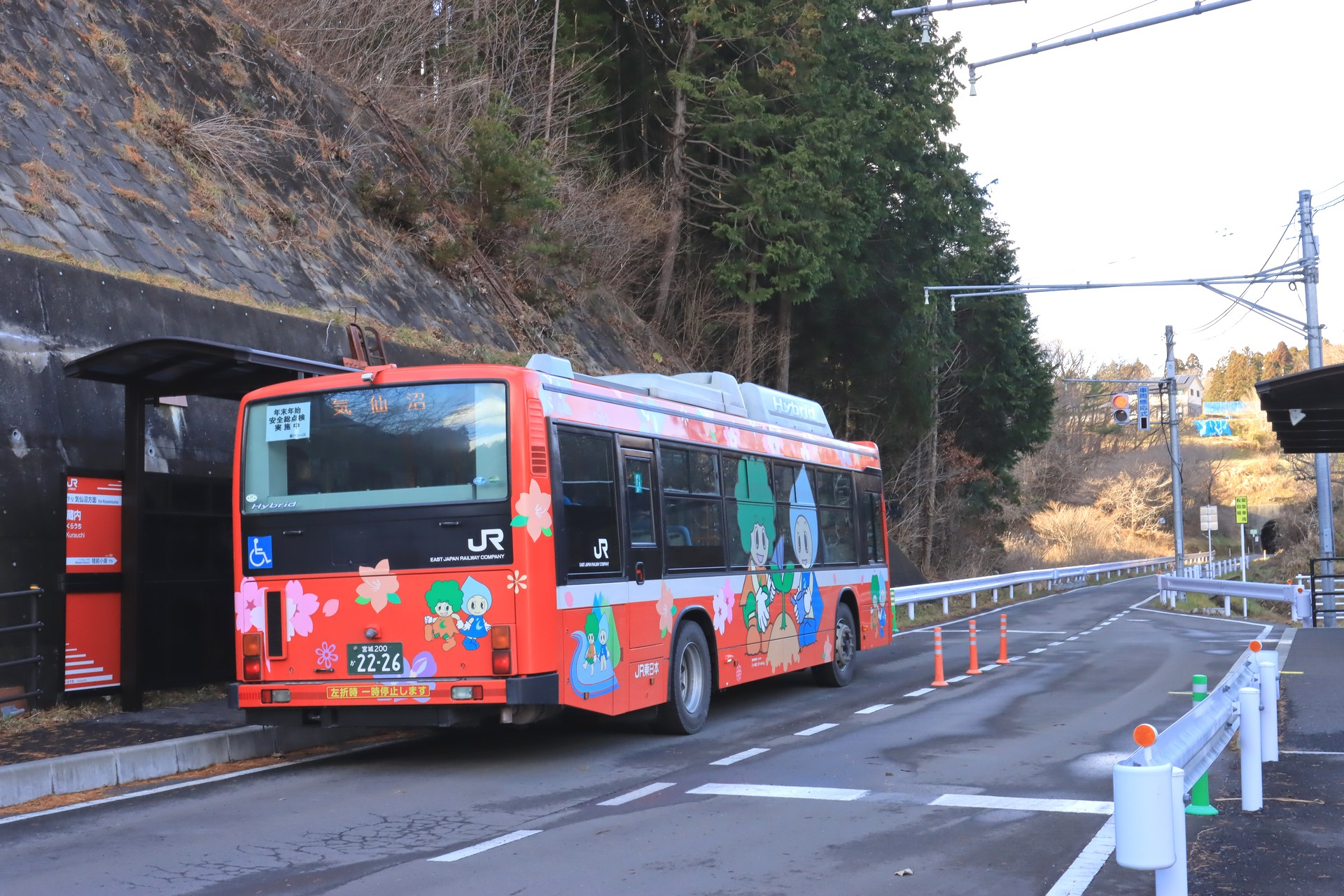
在藏內站停靠的BRT

國道45號與三陸沿岸道路縱貫氣仙沼市東部的市區，國道346號和國道284號則分別在轄區南部及北部與國道45號相接。而三陸沿岸道路在市內共設置10處交流道。坐落於氣仙沼灣內的大島原本透過渡輪往返於本島及氣仙沼市之間，為當地主要的交通工具。但大部分的渡輪多在2011年3月11日的日本東北地方太平洋近海地震中被海嘯沖上海岸或毀於火災，且隨著海浪漂流至灣面的瓦礫堵住渡輪的航道，使大島在震災後處於孤立狀態。同年3月30日，當地恢復定期的渡輪航班，而連接氣仙沼市本土及大島的氣仙沼大島大橋於2019年4月7日正式通車，使當地的交通更加便利；原本的定期渡輪服務也於大橋通車當天停止運作。
鐵路方面，JR東日本的氣仙沼線與大船渡線皆通過氣仙沼市內。但上述2條路線的部分路段皆在2011年的東日本大震災中遭海嘯沖毀。震災過後，大船渡線的氣仙沼站至盛站，以及氣仙沼線的柳津站至氣仙沼站的路段皆停止運作。2012年8月，氣仙沼線柳津站至氣仙沼站的路段改以BRT代為運行，並於2015年6月將運行區段延伸至前谷地站；而大船渡線氣仙沼站至盛站的路段則於2013年3月同樣改以BRT運行。
2020年1月31日，JR東日本宣布於同年4月1日廢除大船渡線氣仙沼站至盛站及氣仙沼線柳津站至氣仙沼站的鐵路區段，並以現行的BRT模式繼續運轉。位於市中心北方的氣仙沼站為氣仙沼線BRT的終點站與大船渡線BRT的起點站。氣仙沼線在市內除設有原來的不動之澤站、南氣仙沼站、陸前階上站與本吉站等共10座車站外，也在2017年至2022年另設東新城站、氣仙沼市立醫院站、赤岩港站、岩月站與大谷町站。而大船渡線在氣仙沼市內除擁有鹿折唐桑站與上鹿折站之外，也於2017年後另設八幡大橋（東陵高校）站、唐桑大澤站及內灣入口（八日町）站。

## 友好城市
氣仙沼市與以下日本行政區為友好城市:
| 市町區村 | 都道府縣 | 締結日期      |
| -------- | -------- | ------------- |
| 一關市   | 岩手縣   | 1997年5月1日  |
| 目黑區   | 東京都   | 2010年9月18日 |

氣仙沼市與以下外國行政區為友好城市:
| 國家           | 城市             | 締結日期      |
| -------------- | ---------------- | ------------- |
| 中华人民共和国 | 舟山市（浙江省） | 1997年10月8日 |